# São João da Pesqueira
São João da Pesqueira là một huyện thuộc tỉnh Viseu, Bồ Đào Nha. Huyện này có diện tích 266 km², dân số thời điểm năm 2001 là 8653 người.